# Volker Zerbe
Volker Zerbe (ur. 30 czerwca 1968 w Lemgo) – niemiecki piłkarz ręczny, wielokrotny reprezentant Niemiec, grał na pozycji rozgrywającego. Przez całą karierę zawodniczą, od 1986 do 2006 występował w TBV Lemgo. Wicemistrz olimpijski z 2004 r. z Aten.

## Kariera zawodnicza
- 1986–2006  TBV Lemgo

## Kariera trenerska
- 2007  TBV Lemgo

## Sukcesy

### reprezentacyjne
- 2002:  wicemistrzostwo Europy
- 2003:  wicemistrzostwo świata
- 2004:  wicemistrzostwo olimpijskie
- 2004:  mistrzostwo Europy

### klubowe
- 1997, 2003:  mistrzostwo Niemiec
- 1995, 1997, 2000:  puchar Niemiec
- 1996, 2006:  puchar Zdobywców pucharów
- 2006:  puchar EHF